# A tres bandas (programa de televisión)
A tres bandas fue un programa de televisión chileno emitido por TVN entre septiembre de 1970 y agosto de 1972. Sus moderadores fueron Jorge Navarrete y Mario Céspedes y se emitía los domingos a las 22:30, compitiendo con A esta hora se improvisa de Canal 13.

## Historia
El programa fue creado el 10 de septiembre de 1970, emitiéndose su primer capítulo el 13 del mismo mes. Se buscaba dar continuidad al formato de debate político los domingos en la noche, ocupando el espacio de Decisión 70, que se emitió hasta antes de la elección presidencial, mediante un debate entre un representante de cada uno de los tres tercios en que se dividía la opinión política en aquel entonces: la izquierda (agrupada en la Unidad Popular), el centro (representado por el Partido Demócrata Cristiano) y la derecha (cuyo principal exponente era el Partido Nacional).
El programa estuvo sujeto a varios momentos controversiales, siendo uno de los más recordados el ocurrido el 25 de abril de 1971, donde se analizaban los resultados de las elecciones de regidores. En aquella ocasión el representante del Partido Nacional, Sergio Onofre Jarpa, se enfrascó en una airada discusión con Orlando Millas, representante de la Unidad Popular. Millas acusó al Partido Nacional de justificar el asesinato de Hernán Mery —jefe de la Corporación de la Reforma Agraria (CORA) en la zona de Linares, asesinado por terratenientes el 30 de abril de 1970—, ante lo cual Jarpa se levantó de su asiento y comenzó a increpar a gritos al representante de la Unidad Popular, quien lo acusó de «pequeño matón».
Debido al incidente entre Jarpa y Millas, y a medida que las posturas políticas se fueron polarizando, existiendo solamente un bloque de gobierno y otro de oposición, en mayo de 1971 el programa decidió incorporar a un segundo representante de la izquierda oficialista, de modo que en el programa existirían dos panelistas del gobierno y dos de la oposición. El 30 de agosto de 1972 el directorio de TVN decidió suprimir A tres bandas, lo que generó el rechazo de los políticos opositores al gobierno de Salvador Allende acusando censura y un atentado a la libertad de expresión; al mes siguiente el Consejo Nacional de Televisión exigió que los canales debían destinar al menos el 29% de su programación semanal para espacios de debate político pluralista. En reemplazo de A tres bandas, TVN estrenó el programa Parlamento 73 el 8 de noviembre de 1972, siendo emitido por última vez el 6 de septiembre de 1973.